# ماسی در
ماسی در، روستایی از توابع بخش الوت شهرستان بانه در استان کردستان ایران است.

## جمعیت
این روستا در دهستان پشت آربابا قرار دارد و براساس سرشماری مرکز آمار ایران در سال ۱۳۸۵، جمعیت آن ۳۴ نفر (۷خانوار) بوده‌است.